# 美人画廊

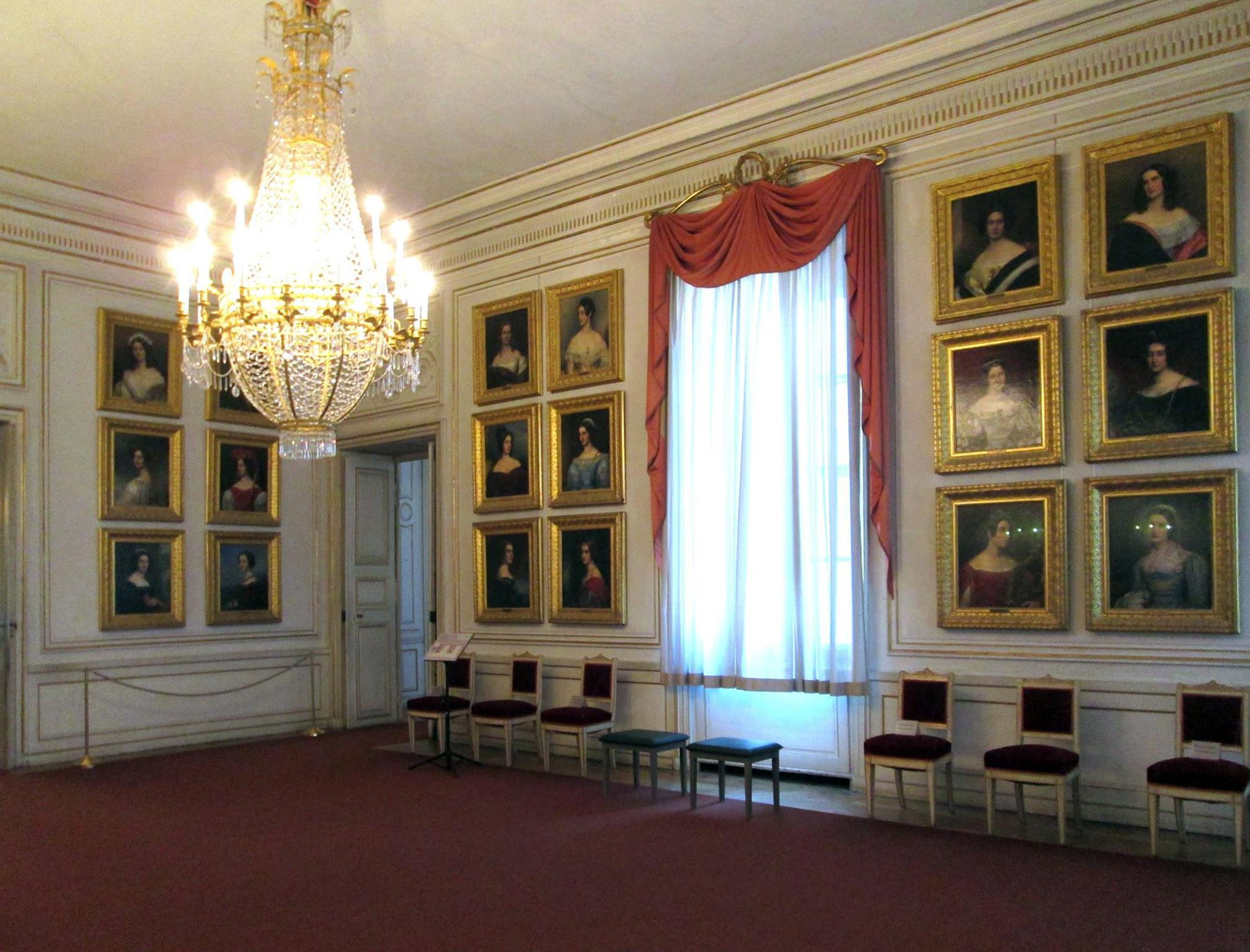
美人画廊

美人画廊（德語：Schönheitengalerie）位于德国巴伐利亚州慕尼黑宁芬堡宫，是一個專門陈列着巴伐利亚国王路德维希一世收藏的38幅贵族和資產階級女性画像的地方。路德维希一世的女儿巴伐利亞的亞歷山德拉的画像就是其中之一。畫中的38位人物都得到了路德维希一世的奖赏。